# Pedro Etchegoyen
Pedro Domingo Etchegoyen Arambura (ur. 21 maja 1894 w Montevideo, zm. ?) – piłkarz urugwajski, napastnik.
W barwach Urugwaju Etchegoyen 22 stycznia 1922 roku zdobył jedyną bramkę w przegranym 1:3 nieoficjalnym meczu z Argentyną.
Jako piłkarz klubu Liverpool Montevideo był w kadrze reprezentacji podczas turnieju Copa América 1923, gdzie Urugwaj zdobył mistrzostwo Ameryki Południowej. Etchegoyen nie zagrał w żadnym meczu.
Etchegoyen, nadal jako gracz Liverpoolu, był również na Igrzyskach Olimpijskich w 1924 roku, gdzie Urugwaj zdobył złoty medal. Także i tym razem ani razu nie wybiegł na boisko.